# 362 km
362 km (ros. 362 км) – przystanek kolejowy w pobliżu miejscowości Starosielje, w rejonie jarcewskim, w obwodzie smoleńskim, w Rosji. Leży na linii Moskwa - Mińsk - Brześć.